# Caterina Tramezzani
Caterina Tramezzani (* 16. April 2005) ist eine Schweizer Fussballspielerin. 

## Biographie
Caterina Tramezzani stammt aus dem Tessin und wuchs im Dorf Gentilino bei Lugano auf. Ihr Vater Alessandro Tramezzani gewann einst mit der U 21-Equipe des FC Lugano den Schweizer Cup. Nach der Matura in Biel begann sie an der Universität Bern Biochemie zu studieren.

## Karriere
Caterina Tramezzani begann mit acht Jahren bei den Junioren des lokalen Klubs Insema Fussball zu spielen. Sie wurde von ihrem damaligen Lehrer Carlo Ortelli, 2025 Assistent von Mattia Croci-Torti beim FC Lugano, dazu ermutigt. Mit zwölf Jahren wechselte Tramezzani an die Fussballakademie des nationalen Verbands nach Biel, wo sie auch das Gymnasium besuchte. Am Wochenende spielte sie beim FC Lugano.
2021 wurde man beim BSC Young Boys auf die Innenverteidigerin aufmerksam und nahm sie unter Vertrag. Um sich fussballerisch zu entwickeln und mehr Spielzeit zu bekommen, wurde Tramezzani Anfang 2024 für ein halbes Jahr an den FC Luzern ausgeliehen. Sie fand schnell ihren Platz  und entschloss sich für den definitiven Wechsel. Seit dem 11. Juli 2024 spielt sie als Innenverteidigerin für den FC Luzern und kann auch im zentralen Mittelfeld eingesetzt werden.

### Nationalmannschaft
Am 31. Mai 2024 erhielt sie ihr erstes Aufgebot für das Schweizer Fussballnationalmannschaft der Frauen, kam aber bisher nicht zum Einsatz. Davor absolvierte sie 20 Länderspiele für die U-19-Nationalmannschaft der Frauen und führte diese als Captain an.